# Lannea gossweileri
Lannea gossweileri är en sumakväxtart. Lannea gossweileri ingår i släktet Lannea och familjen sumakväxter.

## Underarter
Arten delas in i följande underarter:
- L. g. gossweileri
- L. g. tomentella